# The Fisher King
The Fisher King is Amerikaanse film uit 1991 van regisseur Terry Gilliam met in de hoofdrollen Jeff Bridges en Robin Williams.

## Verhaal
D.J. Jack Lucas is een vertegenwoordiger van een nieuwe trend in radioland, shock-radio. Luisteraars worden door Lucas uitgescholden, beledigd en voor schut gezet. Als een luisteraar belt met de mededeling dat hij een trendy café vol met yuppies gaat uitmoorden, roept Lucas hem op dit vooral te doen. Vol van zichzelf vertrekt hij vervolgens naar zijn luxe appartement om zich voor te bereiden op een rol in een nieuwe tv-comedy. Niet lang daarna komt het gruwelijke nieuws binnen. Een man heeft een geweer leeggeschoten op een café vol met mensen. Jack Lucas is kapot van het nieuws. Hij raakt alles kwijt, zijn baan, vriendin en appartement. Na drie jaar is hij nog altijd niet over zijn depressie heen. Hij woont in bij een nieuwe vriendin, Anne, de wat ordinaire eigenaresse van een buurtvideotheek. Jack is volkomen van de kaart en op zeker ogenblik staat hij op het punt om zelfmoord te plegen door in het water te springen. Op dat ogenblik wordt hij aangevallen door twee jongens die hun buurt willen ‘bevrijden’ van zwervers. Ze gieten benzine over Jack heen en willen hem in brand te steken. Net op tijd schiet een merkwaardige uitgedoste groep zwervers hem te hulp. Ze worden aangevoerd door een zekere Parry. Als Jack later Parry opzoekt blijkt dat de aanvoerder van de zwervers alleen maar wartaal uitslaat. Hij ziet zichzelf als een graalridder die op zoek is naar de Heilige Graal. Dan ontdekt Jack dat Parry in het café was dat is beschoten door de door hem opgehitste schutter. Parry was daar met zijn vriendin die werd getroffen door een regen van kogels. Het psychisch trauma dat Parry heeft opgelopen is zo groot dat hij zich niets meer kan herinneren van zijn vroegere bestaan. Lucas ziet plotseling een kans om met zichzelf in het reine te komen. Als hij Parry kan helpen, kan hij ook zichzelf helpen. Het blijkt dat Parry verliefd is op de wat verwarde accountant van een uitgeverij, Lydia. Jack zet alles op alles om de twee bij elkaar te krijgen en Parry weer wat geluk te brengen. Als dat lijkt te lukken, knapt ook Jack weer op. Hij zoekt weer werk als DJ en lijkt weer even onaangenaam te worden als vroeger. Maar het lot beschikt anders. Parry raakt bij zijn etentje met Lydia helemaal van de kook en krijgt weer visioenen dat hij wordt achterna gezeten door de rode ridder. In paniek vlucht hij door de New Yorkse straten en wordt uiteindelijk zo hard in elkaar geslagen dat hij in een coma terechtkomt. Jack moet op zijn schreden terugkeren en samen met Lydia proberen Parry terug te halen. Hij besluit om de door Parry zo begeerde Heilige Graal te stelen. Die ‘Graal’ is in feite een sportprijs die zich bevindt in een New Yorks gebouw dat eruitziet als een kasteel. Als Jack de ‘Graal’ aan Parry geeft, ontwaakt deze uit zijn coma.

## Rolverdeling
| Acteur         | Personage  | Opmerkingen |
| -------------- | ---------- | ----------- |
| Jeff Bridges   | Jack Lucas | hoofdrol    |
| Robin Williams | Parry      | hoofdrol    |
| Mercedes Ruehl | Anne       | bijrol      |
| Amanda Plummer | Lydia      |             |
| Tom Waits      | Veteraan   | gastrol     |

## Achtergrond en symboliek
De film heet The Fisher King, een verwijzing naar de legende van de Graalkoning, de bewaker van de Heilige Graal, de schaal waarin het bloed van Christus is opgevangen. De Graalkoning wordt ook de 'Visserkoning' genoemd, een verwijzing naar Jezus die zich in de Bijbel openbaart als de 'visser van mensen'. Het verhaal van de Heilige Graal dook in de 12e eeuw op in de legendes rond Koning Arthur. De ridders Parcival en Galahad worden genoemd als Graalridders. In de film lijkt Parry de rol te spelen van Parcival en Jack van Galahad. Net zoals Jack vindt ook Galahad ten slotte de Graal. Het centrale thema van de Graallegende, vergeving van de zonden, komt ook terug in de film. Jack was van plan auditie te doen voor een tv-comedy waar hij het zinnetje "forgive me" moest zeggen. Dit zinnetje komt de hele film terug in allerlei intonaties. Jack sjouwt ook steeds een pop van Pinokkio mee in de film. Pinokkio was een houten pop die tot leven kwam maar zijn geweten uitschakelt en wiens neus ging groeien als hij loog. Bij Jack is het alsof hij soms zijn geweten heeft uitgeschakeld en hij verstrikt raakt in een leugenachtig leven. Uiteindelijk kan hij zichzelf vergeven. Maar het verhaal gaat ook over pure liefde, zoals die tussen Parry en Lydia en uiteindelijk ook tussen Jack en Anne, als Jack eindelijk zijn arrogantie is kwijtgeraakt. Maar het gaat ook over soms absurde humor, zoals Gilliam in de tagline van de film zegt: 'A Modern Day Tale About The Search For Love, Sanity, Ethel Merman And The Holy Grail.' Wat Ethel Merman ertussen doet, weet alleen Terry Gilliam.

## Productie
Het was de tweede film van Gilliam over het thema van de Heilige Graal, eerder regisseerde hij al de Monty Pythonfilm Monty Python and the Holy Grail. Hij maakte de film na The Adventures of Baron Munchausen, een big budgetfilm die ver over het budget van 45 miljoen dollar ging. Moe van al die budgetten maakte hij The Fisher King, die 24 miljoen kostte, maar 42 miljoen opbracht. Het was zijn eerste film waarvoor hij niet zelf het scenario schreef en ook de eerste film waarin geen leden van het Monty Pythonteam speelden.

## Prijzen
- Mercedes Ruehl kreeg een Oscar voor de beste vrouwelijke bijrol. Ze won ook the Academy of Science Fiction and Horror Films Award, the American Comedy Award, the Boston Society of Film Critics award, the Los Angeles film critics association award en een Golden Globe, allemaal voor de beste vrouwelijke bijrol
- Robin Williams werd genomineerd voor een Oscar als beste acteur en kreeg een Golden Globe voor zijn rol in de film.
- Terry Gilliam won de Zilveren Leeuw op het filmfestival in Venetië en verder de People’s Choice Award op het Toronto filmfestical.
- Er waren verder Oscars voor Best Art direction, Best Music en Best Screenplay.